# Serie A 2005-2006 (calcio femminile)
L'edizione 2005-2006 è stata la trentanovesima edizione del campionato italiano di Serie A femminile di calcio.
La Fiammamonza ha conquistato lo scudetto per la prima volta nella sua storia. Sono retrocesse in Serie A2 l'Atletico Oristano e l'Atalanta. A seguito della rinuncia a iscriversi alla stagione successiva, con conseguente scioglimento, del Monti del Matese Bojano, l'Atalanta è stata riammessa in Serie A.
Il titolo di capocannoniere della Serie A è andato per la sesta volta a Patrizia Panico, calciatrice del Torino, autrice di 24 gol.

## Stagione

### Novità
Al termine stagione 2004-2005 la Lazio e il Vallassinese Holcim sono state retrocesse in Serie A2. Al loro posto sono stati promossi l'Atalanta, vincitore del girone A della Serie A2, e il Monti del Matese Bojano, vincitore del girone B della Serie A2.

### Formato
Le 12 squadre partecipanti si affrontano in un girone all'italiana con partite di andata e ritorno per un totale di 22 giornate.
La squadra campione d'Italia si qualifica alla UEFA Women's Cup 2006-2007.
Le ultime due classificate retrocedono in Serie A2.

## Squadre partecipanti
| Club              | Stagione | Città                      | Stadio                                | Stagione precedente    |
| ----------------- | -------- | -------------------------- | ------------------------------------- | ---------------------- |
| Agliana           | dettagli | Agliana (PT)               | Stadio comunale G. Bellucci           | 6º posto in Serie A    |
| Atalanta          | dettagli | Almenno San Salvatore (BG) | Stadio comunale                       | 1º posto in Serie A2/A |
| Atletico Oristano | dettagli | Oristano                   | Stadio comunale Tharros               | 8º posto in Serie A    |
| Bardolino Verona  | dettagli | Bardolino (VR)             | Stadio comunale Belvedere (Calmasino) | Campione d'Italia      |
| Fiammamonza       | dettagli | Monza                      | Stadio Gino Alfonso Sada              | 5º posto in Serie A    |
| ACF Milan         | dettagli | Milano                     | Campo sportivo (Triginto di Mediglia) | 7º posto in Serie A    |
| M. Matese Bojano  | dettagli | Bojano (CB)                | Stadio comunale Colalillo             | 1º posto in Serie A2/B |
| Reggiana          | dettagli | Reggio Emilia              | Stadio comunale Mirabello             | 4º posto in Serie A    |
| Tavagnacco        | dettagli | Tavagnacco (UD)            | Stadio comunale                       | 10º posto in Serie A   |
| Torino            | dettagli | Torino                     | Stadio Primo Nebiolo                  | 3º posto in Serie A    |
| Torres            | dettagli | Sassari                    | Stadio Vanni Sanna                    | 2º posto in Serie A    |
| Vigor Senigallia  | dettagli | Senigallia (AN)            | Stadio Goffredo Bianchelli            | 9º posto in Serie A    |

## Classifica finale
|  | Pos. | Squadra           | Pt | G  | V  | N | P  | GF | GS  | DR   |
|  | ---- | ----------------- | -- | -- | -- | - | -- | -- | --- | ---- |
|  | 1.   | Fiamma Monza      | 56 | 22 | 17 | 5 | 0  | 47 | 17  | +30  |
|  | 2.   | Bardolino Verona  | 48 | 22 | 15 | 3 | 4  | 64 | 20  | +44  |
|  | 3.   | Torino            | 46 | 22 | 14 | 4 | 4  | 60 | 25  | +35  |
|  | 4.   | Torres            | 38 | 22 | 11 | 5 | 6  | 50 | 18  | +32  |
|  | 5.   | Vigor Senigallia  | 35 | 22 | 11 | 2 | 9  | 40 | 27  | +13  |
|  | 6.   | ACF Milan         | 31 | 22 | 8  | 7 | 7  | 38 | 21  | +17  |
|  | 7.   | Agliana           | 27 | 22 | 8  | 3 | 11 | 31 | 33  | -2   |
|  | 8.   | M. Matese Bojano  | 27 | 22 | 7  | 6 | 9  | 25 | 36  | -11  |
|  | 9.   | Tavagnacco        | 24 | 22 | 6  | 6 | 10 | 32 | 30  | +2   |
|  | 10.  | Reggiana          | 22 | 22 | 6  | 4 | 12 | 26 | 30  | -4   |
|  | 11.  | Atalanta          | 18 | 22 | 5  | 3 | 14 | 39 | 45  | -6   |
|  | 12.  | Atletico Oristano | 0  | 22 | 0  | 0 | 22 | 4  | 154 | -150 |

Legenda:
      Campione d'Italia e ammessa alla UEFA Women's Cup 2006-2007.
      Retrocesse in Serie A2 2006-2007.
Note:
Tre punti a vittoria, uno a pareggio, zero a sconfitta.
Al termine del campionato il Monti del Matese Bojano ha rinunciato a iscriversi alla Serie A.
Atalanta successivamente riammessa in Serie A a completamento organico.

## Risultati

### Calendario
| andata     | 1ª giornata        | ritorno    |
| 8 ott 2005 |                    | 4 feb 2006 |
| 1-2        | Agliana-Milan      | 0-1        |
| 8-0        | Bardolino-Atalanta | 2-1        |
| 2-0        | Fiammamonza-Vigor  | 4-2        |
| 1-0        | M.Matese-Reggiana  | 0-1        |
| 9-1        | Torino-A.Oristano  | 5-0        |
| 0-0        | Torres-Tavagnacco  | 1-1        |

| andata     | 4ª giornata        | ritorno    |
| 5 nov 2005 |                    | 4 mar 2006 |
| 0-1        | Atalanta-M.Matese  | 0-1        |
| 10-0       | Milan-A.Oristano   | 6-0        |
| 0-2        | Reggiana-Torino    | 0-3        |
| 1-2        | Tavagnacco-Agliana | 0-1        |
| 1-1        | Torres-Fiammamonza | 0-1        |
| 0-2        | Vigor-Bardolino    | 0-3        |

| andata      | 7ª giornata           | ritorno    |
| 26 nov 2005 |                       | 8 apr 2006 |
| 1-1         | Agliana-Fiammamonza   | 0-2        |
| 0-9         | A.Oristano-Tavagnacco | 0-7        |
| 1-0         | Bardolino-Torres      | 0-3        |
| 0-1         | Milan-Reggiana        | 1-1        |
| 3-3         | Torino-M.Matese       | 3-0        |
| 2-1         | Vigor-Atalanta        | 2-0        |

| andata      | 10ª giornata        | ritorno     |
| 17 dic 2005 |                     | 13 mag 2006 |
| 6-0         | Agliana-A.Oristano  | 3-0         |
| 1-0         | Fiammamonza-Milan   | 1-0         |
| 1-0         | M.Matese-Vigor      | 0-3         |
| 1-0         | Tavagnacco-Atalanta | 2-3         |
| 5-1         | Torino-Bardolino    | 3-3         |
| 0-1         | Torres-Reggiana     | 0-0         |

| andata      | 2ª giornata          | ritorno     |
| 15 ott 2005 |                      | 11 feb 2006 |
| 1-4         | Atalanta-Torres      | 1-1         |
| 0-10        | A.Oristano-Bardolino | 0-10        |
| 3-1         | Milan-Torino         | 1-0         |
| 0-1         | Reggiana-Fiammamonza | 1-2         |
| 1-2         | Tavagnacco-M.Matese  | 0-0         |
| 2-0         | Vigor-Agliana        | 2-3         |

| andata      | 5ª giornata          | ritorno     |
| 12 nov 2005 |                      | 18 mar 2006 |
| 1-3         | Agliana-Torres       | 0-1         |
| 0-6         | A.Oristano-Vigor     | 0-6         |
| 5-0         | Bardolino-Reggiana   | 2-1         |
| 3-3         | Fiammamonza-M.Matese | 1-0         |
| 2-1         | Milan-Atalanta       | 3-0         |
| 0-0         | Torino-Tavagnacco    | 2-0         |

| andata     | 8ª giornata        | ritorno    |
| 3 dic 2005 |                    | 1 mag 2006 |
| 4-1        | Atalanta-Agliana   | 0-0        |
| 1-0        | Fiammamonza-Torino | 3-3        |
| 0-4        | M.Matese-Bardolino | 0-2        |
| 0-2        | Reggiana-Vigor     | 1-1        |
| 2-2        | Tavagnacco-Milan   | 2-1        |
| 10-0       | Torres-A.Oristano  | 10-0       |

| andata      | 11ª giornata           | ritorno     |
| 28 gen 2006 |                        | 20 mag 2006 |
| 2-4         | Atalanta-Torino        | 0-1         |
| 0-3         | A.Oristano-Fiammamonza | 0-3         |
| 1-0         | Bardolino-Agliana      | 1-0         |
| 1-1         | Milan-M.Matese         | 0-0         |
| 1-0         | Reggiana-Tavagnacco    | 0-2         |
| 1-0         | Vigor-Torres           | 1-3         |

| andata      | 3ª giornata            | ritorno     |
| 22 ott 2005 |                        | 18 feb 2006 |
| 2-1         | Agliana-Reggiana       | 1-0         |
| 2-6         | A.Oristano-Atalanta    | 0-13        |
| 1-1         | Bardolino-Milan        | 0-0         |
| 3-0         | Fiammamonza-Tavagnacco | 4-2         |
| 1-3         | M.Matese-Torres        | 0-4         |
| 1-2         | Torino-Vigor           | 2-1         |

| andata      | 6ª giornata          | ritorno    |
| 19 nov 2005 |                      | 1 apr 2006 |
| 0-3         | Atalanta-Fiammamonza | 1-1        |
| 3-3         | M.Matese-Agliana     | 0-3        |
| 9-0         | Reggiana-A.Oristano  | 5-0        |
| 0-1         | Tavagnacco-Bardolino | 0-4        |
| 1-4         | Torres-Torino        | 0-1        |
| 2-1         | Vigor-Milan          | 1-1        |

| andata      | 9ª giornata           | ritorno    |
| 10 dic 2005 |                       | 6 mag 2006 |
| 0-5         | A.Oristano-M.Matese   | 1-3        |
| 1-2         | Bardolino-Fiammamonza | 2-4        |
| 1-2         | Milan-Torres          | 1-3        |
| 1-3         | Reggiana-Atalanta     | 3-2        |
| 5-1         | Torino-Agliana        | 3-2        |
| 4-0         | Vigor-Tavagnacco      | 0-2        |

## Statistiche

### Individuali

#### Classifica marcatrici
Dati relativi alle giocatrici che hanno segnato più di 10 reti in campionato estratti da La Nuova Sardegna; seguono 26 calciatrici con marcature da 3 a 9.
| Gol | Rigori |  | Giocatore           | Squadra          |
| --- | ------ |  | ------------------- | ---------------- |
| 24  | ?      |  | Patrizia Panico     | Torino           |
| 22  | ?      |  | Valentina Boni      | Bardolino Verona |
| 17  | ?      |  | Chiara Gazzoli      | Fiamma Monza     |
| 16  | ?      |  | Teresina Marsico    | ACF Milan        |
| 16  |        |  | Merete Pedersen     | Torres           |
| 14  | ?      |  | Melania Gabbiadini  | Bardolino Verona |
| 14  | ?      |  | Maria Ilaria Pasqui | Torino           |
| 14  | ?      |  | Silvia Tagliabracci | Vigor Senigallia |
| 13  | ?      |  | Evelyn Vicchiarello | Vigor Senigallia |
| 12  | ?      |  | Penelope Riboldi    | Atalanta         |
| 11  | ?      |  | Venusia Paliotti    | Fiamma Monza     |